# Туманоулавливание
Туманоулавливание — выделение из газовых потоков со взвешенными в них жидкими частицами капель размером менее 10 мкм, которые образуются вследствие термической конденсации паров, химического взаимодействия газов или при эмульгировании жидкостей. Данный процесс осуществляется для очистки газов, извлечения из них ценных веществ и защиты атмосферы от загрязнений.

## Аппаратура

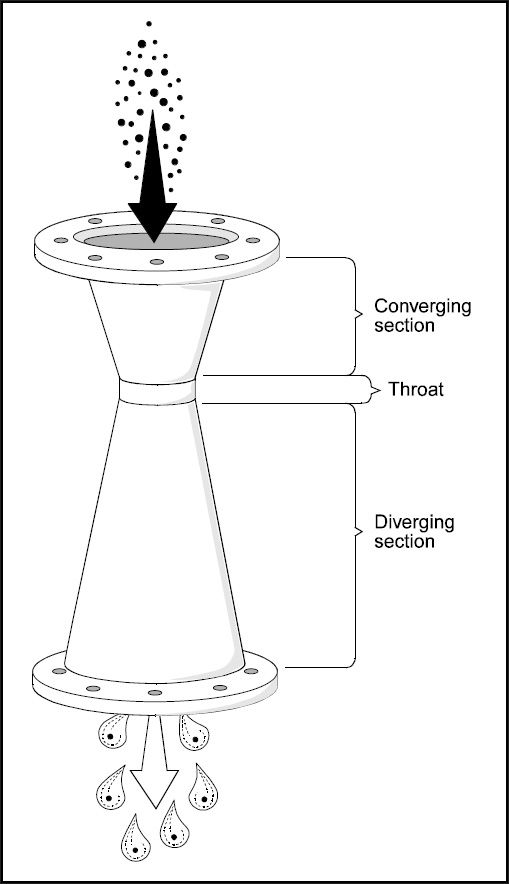
Скруббер Вентури:
сonverging section — сужающаяся секция; throat — горловина; diverging section — расширяющаяся секция

Процесс туманоулавливания осуществляется посредством различных приборов, такими, как:
- электрофильтры;
- скрубберы Вентури;
- волокнистые фильтры-туманоуловители:

- низкоскоростные — с диаметром волокон от 5 до 20 мкм;
- высокоскоростные — с диаметром волокон от 20 до 100 мкм;
- многоступенчатые — состоят из нескольких фильтров разных видов;

- демистеры.

| Тип                                  | Скорость газа в активной зоне, м/с | Эффективность очистки (%) для частиц размером | Эффективность очистки (%) для частиц размером | Эффективность очистки (%) для частиц размером | Гидравлическое сопротивление, кПа |
| Тип                                  | Скорость газа в активной зоне, м/с | до 1 мкм                                      | 1—3 мкм                                       | 3—10 мкм                                      | Гидравлическое сопротивление, кПа |
| ------------------------------------ | ---------------------------------- | --------------------------------------------- | --------------------------------------------- | --------------------------------------------- | --------------------------------- |
| Электрофильтры                       | 0,3—1,5                            | 75—95                                         | 90—99                                         | 98—100                                        | 0,1—0,3                           |
| Скрубберы Вентури                    | 50—150                             | 90—97                                         | 95—100                                        | 98—100                                        | 5,0—20,0                          |
| Низкоскоростные волокнистые фильтры  | 0,01—0,1                           | 92—99                                         | 96—100                                        | 100                                           | 0,5—5,0                           |
| Высокоскоростные волокнистые фильтры | 1—10                               | 50—85                                         | 85—97                                         | 95—100                                        | 1,5—8,0                           |
| Демистеры                            | 2,4—4,5                            | 20—40                                         | 70—90                                         | 90—98                                         | 0,2—1,0                           |

Принцип действия туманоуловителей аналогичен работе пылеуловителей, однако туманоуловители работают в режиме самоочищения, так как в результате коалесценции уловленных капель происходит непрерывное самопроизвольное удаление жидкости.

## Применение в промышленности
Процесс туманоулавливания используется в производстве и концентрировании различных кислот, сульфировании нефтепродуктов, при переработке пластмасс с использованием пластификаторов и в других отраслях промышленности.